# لوک دیویسون
لوک دیویسون (انگلیسی: Luke Davison؛ زادهٔ ۸ مهٔ ۱۹۹۰) دوچرخه‌سوار اهل استرالیا است.
از باشگاه‌هایی که در آن بازی کرده‌است می‌توان به تیم بی‌ام‌سی اشاره کرد.
وی در مسابقات کشوری و بین‌المللی در مجموع برندهٔ ۱ مدال طلا شده‌است.